# Svetosavski kongres
Svetosavski kongres (Kongres predstavnika ravnogorskog pokreta, političkih stranaka, nacionalnih organizacija i ustanova i javnih radnika), kongres Mihailovićevih pristaša održan od 25. do 28. siječnja 1944. godine u selu Ba kraj Gornjeg Milanovca (3 km od željezničke pruge Beograd — Gornji Milanovac). Ovaj kongres predstavlja četnički odgovor na Drugo zasjedanje AVNOJ-a.
Organizirao ga je Draža Mihailović okupivši oko 300 "delegata" manje poznatih članova predratnih stranaka, uglavnom iz Srbije i iz dijelova NDH nastanjenih srpskim stanovništom, kao i neke Hrvate i Slovence, članove bivših građanskih partija u Hrvatskoj i Sloveniji. Delegati na kongresu nisu bili birani već određeni iz redova četnika prema nahođenju četničkih starješina.
Na kongresu je usvojena rezolucija Baška rezolucija, koja je predviđala obnovu Jugoslavije kao parlamentarne monarhije s trima upravnim jedinicama (Srbijom, Hrvatskom i Slovenijom). Na kongresu je dogovoreno i stvaranje Jugoslavenske demokratske narodne zajednice (JDNZ), političke koalicije koja bi podržavala ravnogorski pokret.

## Sudionici i tijek kongresa
Ideja za održavanje kongresa nastala je još u prvoj polovini prosinca 1943. Dok je prodor postrojbi NOVJ u Srbiju bio privremeno odložen četnici su iskorištavajući relativnu sigurnost koju su im jamčili ugovori o primirju s Nijemcima, sazvali kongres u selu Ba. Po prvi i jedini puta okupili su se vodeći četnički vojni zapovjednici i političari koji su se od početka svrstali na stranu četničkog pokreta. Među ostalima prisutni su bili Dragiša Vasić, Stevan Moljević, Živko Topalović, Adam Pribićević i dr. Dva Hrvata prisutna na kongresu bili su Vladimir Predavec i Đuro Vilović.  Potonji je bio pisac iz Splita i četnički usmjeren od početka rata. Ni jedan od njih nije predstavljao neku političku stranku. Predavec je bio jedan od prvih Hrvata koji su prišli četnicima, sin bivšeg potpredsjednika Hrvatske seljačke stranke Josipa Predavca ubijenog 1931. godine. On sam međutim nije imao nikakve veze s HSS-om. Upućivao je pozive Hrvatima neka priđu četnicima, ali neuspješno. Potkraj rata pokušao je pomoći da dođe do kontakta između Mihailovića, Mačeka i Pavelića. Jedini Slovenac na kongresu bio je Anton Krejči, izbjeglica u Srbiju. Mustafa Mulalić bio je jedini bosanski musliman i jedini nesrpski sudionik kongresa koji je bio političar. Prisutan je bio i poručnik George Musulin, jedan od američkih časnika pridodanih britanskoj vojnoj misiji kod Mihailovića. Britanski general Charles Douglas Armstrong odbio je prisustvovati. Kongres u Ba imao je, što se tiče srpskih i crnogorskih sudionika puno širu zastupljenost nego ranija konferencija mladih četničkih intelektualaca održana krajem 1942. u selu Šahovići u Sandžaku.
Dana 18. siječnja 1944. godine major Zdravko Milošević, zapovjednik Varvarinskog korpusa, javlja generalu Draži Mihailoviću da su omladinski delegati iz istočne i južne Srbije na kongres išli njemačkim kamionima. 
Rezolucija koja je nakon tri dana rasprave prihvaćena obuhvaćala je i političke i vojne odluke. Odbačena je valjanost odluka Drugog zasjedanja AVOJ-a održanog u Jajcu 29. studenoga 1943. kao djelo "ustaško-komunističke manjine". Nije priznato proglašenje AVNOJ-a jedinim predstavnikom jugoslavenskog suvereniteta i izražena je puna podrška vladi u izbjeglištvu, Jugoslovenskoj vojsci u otadžbini i Mihailovićevom vojnom vodstvu. Potvrđeno je načelno četničko neprijateljstvo prema njemačkom okupatorskom režimu i svim njegovim saveznicima i odlučnost unovačiti sve antikomunistički raspoložene Srbe u borbu za spas srpstva. Po postojećoj četničkoj promidžbenoj crti izjavljeno je da su partizani i ustaše udružili svoje snage kako bi istrijebili srpski narod. Ta izjava nije imala uporišta u stvarnosti, a na sličan način je ustaška promidžba govorila o "srbokomunistima" i o udruženju partizana i četnika u cilju uništenja Hrvata.
Četnici su na ovom kongresu po prvi puta otvoreno usvojili načelo federalizma kao osnovu uređenja jugoslavenske države nakon rata. Jugoslavija treba biti uređena kao savezna država u obliku ustavne i parlamentarne nasljedne monarhije s narodnom dinastijom Karađorđevića i kraljom Petrom II. na čelu. Uspostavit će se srpska jedinica koja bi na demokratskim osnovama okupila cijeli srpski narod na svom ozemlju. Načelno isto vrijedi i za Hrvate i za Slovence. Iako je federalizaciju trebalo provesti demokratskim putem, nije teško u toj odredbi prepoznati ponešto modificirane ideje dr. Moljevića i drugih četničkih vođa o Velikoj Srbiji.
Njemačke vlasti zanimalo je što se zbivalo na kongresu u selu Ba i preko SS i policijskog generala Meysznera koji je od svojih agenata primao podrobna izvješća znali su da su često izbijali nastupi antinjemačkog osjećaja. Jedan agent izvijestio je da je Mihailović rekao kako će njemačku formulu kojom za svakog ubijenog Nijemca treba ubiti sto Srba naplatiti u pravo vrijeme ubijajući tisuću Nijemaca za jednog Srbina. Ova priča vjerojatno je varka jer su agenti iako su bili Srbi mogli biti za Nedića ili Ljotića i tako protivnici njemačko-četničkih sporazuma spremni naškoditi Mihailoviću. Možda su agenti pokušavali reći Meyszneru što on želi čuti, jer je on bio protivnik suradnje s četnicima. Možda je Mihailović stvarno prijetio, ali izvješća ovakve naravi samo su pogoršavala zategnute odnose Nijemaca s četnicima. Svi njemačko-četnički sporazumi o primirju ubrzo nakon kongresa u selu Ba bivaju okončani, a neformalna sporadična suradnja nastavljena je uvjetovana okolnostima.
Osnovana je JDNZ. Do lipnja su izabrani članovi Centralnog nacionalnog komiteta, a izbor je bio povjeren Topaloviću, Vasiću i Moljeviću. Izabrani su ljudi koji su od početka u inozemstvu djelovali u interesu četnika, poput Konstantina Fotića i Jovana Đonovića. Dana 30. lipnja 1944. Mihailović je imenovao šesteročlani Odbor stručnjaka zaduženih za pitanja koja nisu vojne prirode (vanjski, zakonodavni, gospodarski i financijski poslovi; nacionalna pitanja i promidžba; socijalni poslovi i ekonomska obnova). CNK je osudio Šubašićevu vladu kao vladu hrvatskih separatista i komunističkih prijatelja, te imenovao posebne predstavnike četnika u inozemstvu. To su bili Konstantin Fotić u SAD-u, Bogoljub Jevtić u Ujedinjenom Kraljevstvu, Jovan Đonović u Alžiru, general Petar Živković u Italiji i Mladen Žujović u Egiptu.
Na plenarnoj sjednici CNK održanoj od 20. do 23. srpnja 1944. osuđena je Šubašićeva vlada koja ne može govoriti u ime Jugoslavije pošto ne uključuje predstavnike političkih stranaka udruženih u JDNZ. Idućih mjeseci Mihailović i CNK činili su sve među jugoslavenskim političarima u izbjeglištvu protiv Šubašićeve vlade, ohrabreni u svom nastojanju Purićevom upozoravajućom porukom od 4. travnja 1944. u kojoj im se javlja o stalnim britanskim manevrima smijeniti Mihailovića rušenjem Purićeve vlade i postaviti privremenu vladu koja bi se sporazumjela s Josipom Brozom Titom. Mihailović nije prihvaćao službeni gubitak ministarskog položaja i položaja načelnika Vrhovne komande, te su se do kraja rata četničke snage i dalje nastavile nazivati Jugoslovenskom vojskom u otadžbini s Mihailovićem na čelu te vojske. Između srpnja 1944. i ožujka 1945. CNK se sastao još dva puta. Topalović je krajem svibnja bio poslan u Italiju predstavljati Mihailovića i potpomoći četnike kod savezničkog vojnog zapovjedništva i političkih predstavnika britanske i američke vlade (Harold Macmillan i Robert D. Murphy). U kolovozu su Adam Pribićević, Vladimir Belajčić, Ivan Kovač i major Vučković odaslani pridružiti se Mihailoviću. Razni memorandumi podneseni savezničkom zapovjedništvu nisu ništa pomogli četnicima.   

## Vanjske poveznice
- Svetosavski kongres